# Pionus
Pionus és un gènere d'ocells de la família dels psitàcids.

## Llista d'espècies
S'han descrit 9 espècies dins aquest gènere:
- lloro bec-roig (Pionus sordidus).
- lloro capblau (Pionus menstruus).
- lloro carapigallat (Pionus seniloides).
- lloro d'ales bronzades (Pionus chalcopterus).
- lloro de corona blanca (Pionus senilis).
- lloro de Maximilià (Pionus maximiliani).
- lloro fosc (Pionus fuscus).
- lloro pitblau (Pionus reichenowi).
- lloro tumultuós Pionus tumultuosus).